# 戦火の果て
『戦火の果て』（せんかのはて）は、1950年（昭和25年）公開の吉村公三郎監督の日本映画。製作は近代映画協会、配給は大映。

## キャスト
- 水戸光子
- 森雅之
- 滝沢修
- 関千恵子
- 二本柳寛
- 宇野重吉
- 東山千栄子[1][3]
- 藤原釜足[1][3]

## スタッフ
- 企画：絲屋寿雄
- 製作：服部静夫
- 監督：吉村公三郎
- 脚本：新藤兼人
- 撮影：中井朝一
- 音楽：伊福部昭
- 美術：角井平吉
- 録音：大角正夫